# Trấn Bình đài
Tại góc đông bắc kinh thành Huế, bên ngoài cửa Trấn Bình có một vòng thành đắp bằng đất có từ năm Gia Long thứ 4 (1805) gọi là đài Thái Bình. Đến năm Minh Mạng thứ 17 (1836), vòng thành được xây lại bằng gạch và đổi tên là Trấn Bình đài, song dân gian gọi là đồn Mang Cá.

## Cấu trúc

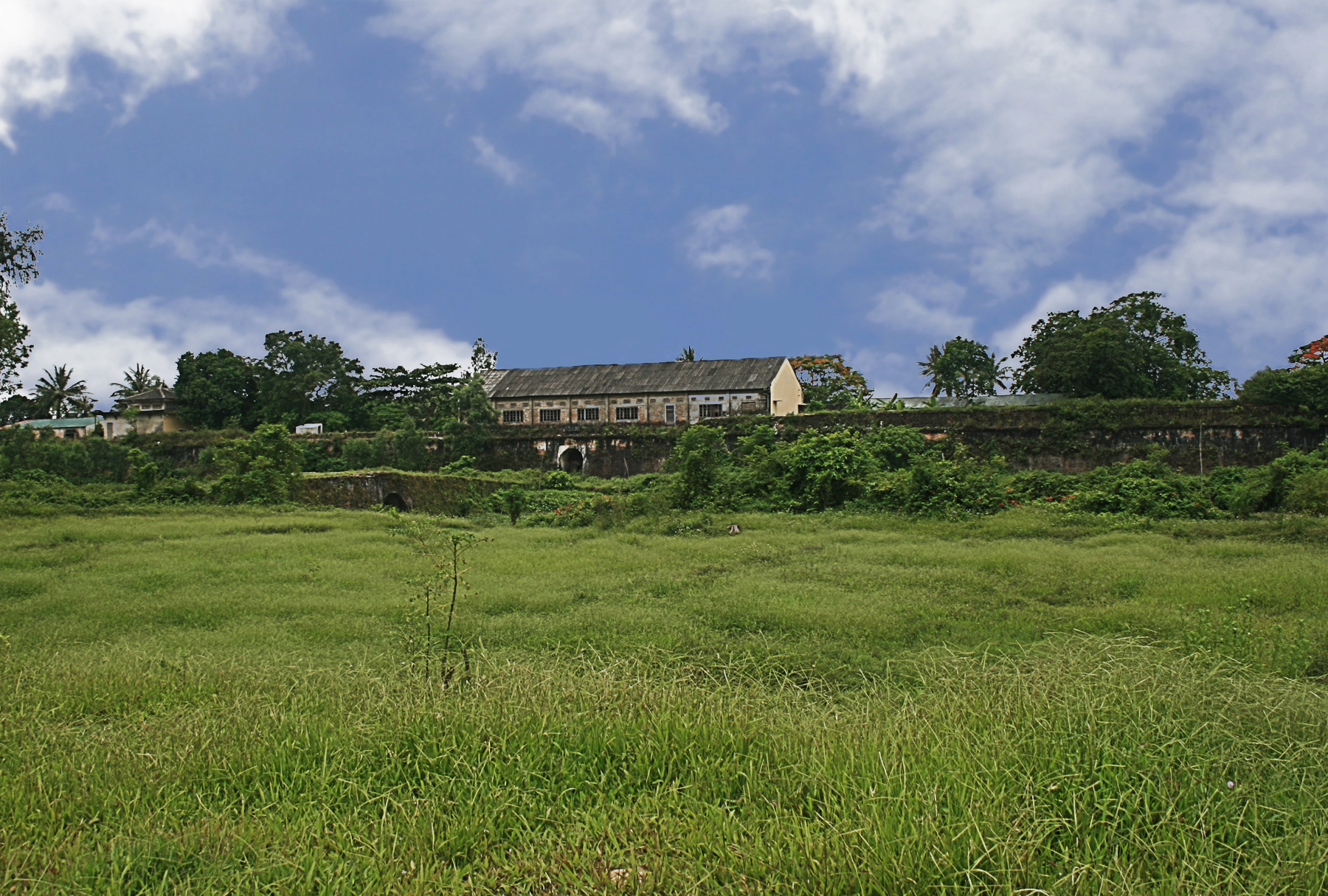
Trấn Bình Đài và cửa Trấn Bình, nhìn từ góc khác

Trấn Bình đài được xây dựng theo kiểu Vauban: 
- Chu vi 1.048 m

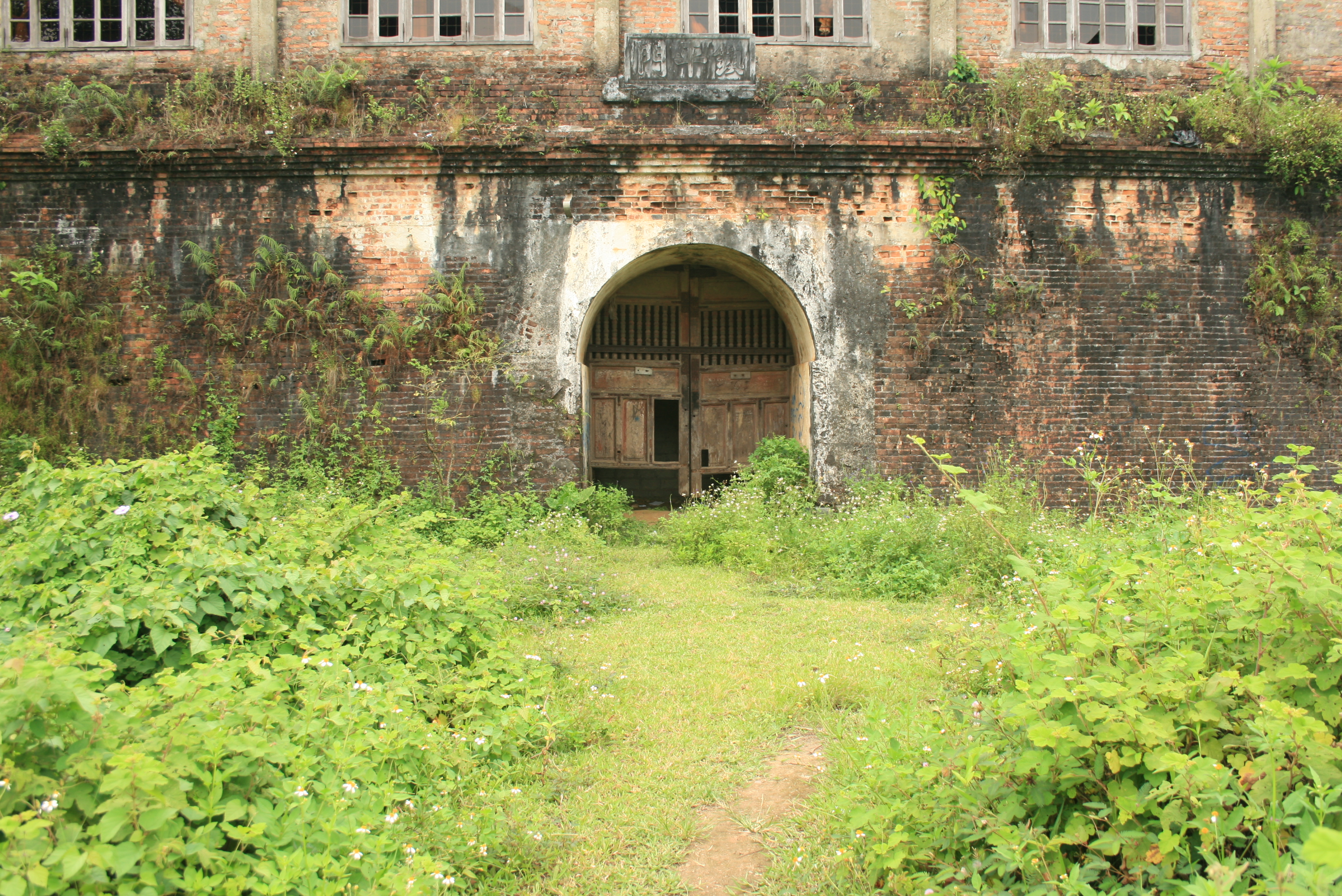
Trấn Bình môn

- Tường thành cao 5,10 m dày gần 15 m
- Phòng lộ chạy dọc theo ngoài chân tường thành rộng khoảng 7,50 m
- Hào rộng 32m và sâu 4,25 m.

Trấn Bình đài là pháo đài thứ 25 của Kinh thành Huế, đây là một thành phụ của Kinh thành, cách thành chính chỉ một đoạn hào chung. Lúc trước, nơi đây được xây những bệ cao để đặt 3 giàn súng đại bác và kho đạn (hỏa dược khố), điếm canh. Trấn Bình môn và Trường Định môn là hai "ám đạo" để vào Trấn Bình Đài, những cửa này chỉ trổ xuyên qua thân tường thành, chứ không xây vọng lâu ở bên trên.
Trấn Bình môn không nằm ở phạm vi của Trấn Bình đài, mà nằm thuộc vòng tường thành của Kinh thành. Cửa này được trổ ra ở giữa đoạn thành nối hai pháo đài Bắc Định và Đông Bình (của Kinh thành) lại với nhau. Ngay trước mặt cửa là một chiếc cầu xây bằng đá và gạch bắc qua hào, dùng để nối liền mạch giao thông giữa hai địa phận của thành chính và thành phụ.
Cửa Trường Định được trổ ra ở giữa hông phía nam Trấn Bình đài. Cửa này có kích thước nhỏ hẹp hơn so với các cửa của Kinh thành; lối đi chỉ rộng 2 m và vòm cửa chỉ cao 3 m. Cửa này được dùng cho quân lính phòng thủ ở thành phụ đi ra ngoài thành để phản kích trên những đoạn thành giai ở chung quanh nó và lân cận thuộc mé đông thành chính.
Dọc theo mặt trong của vòng thành phụ, có tất cả sáu hệ thống bậc cấp dùng để đi lên tường thành, mỗi hệ thống bậc cấp rộng 3,35 m.

## Lịch sử

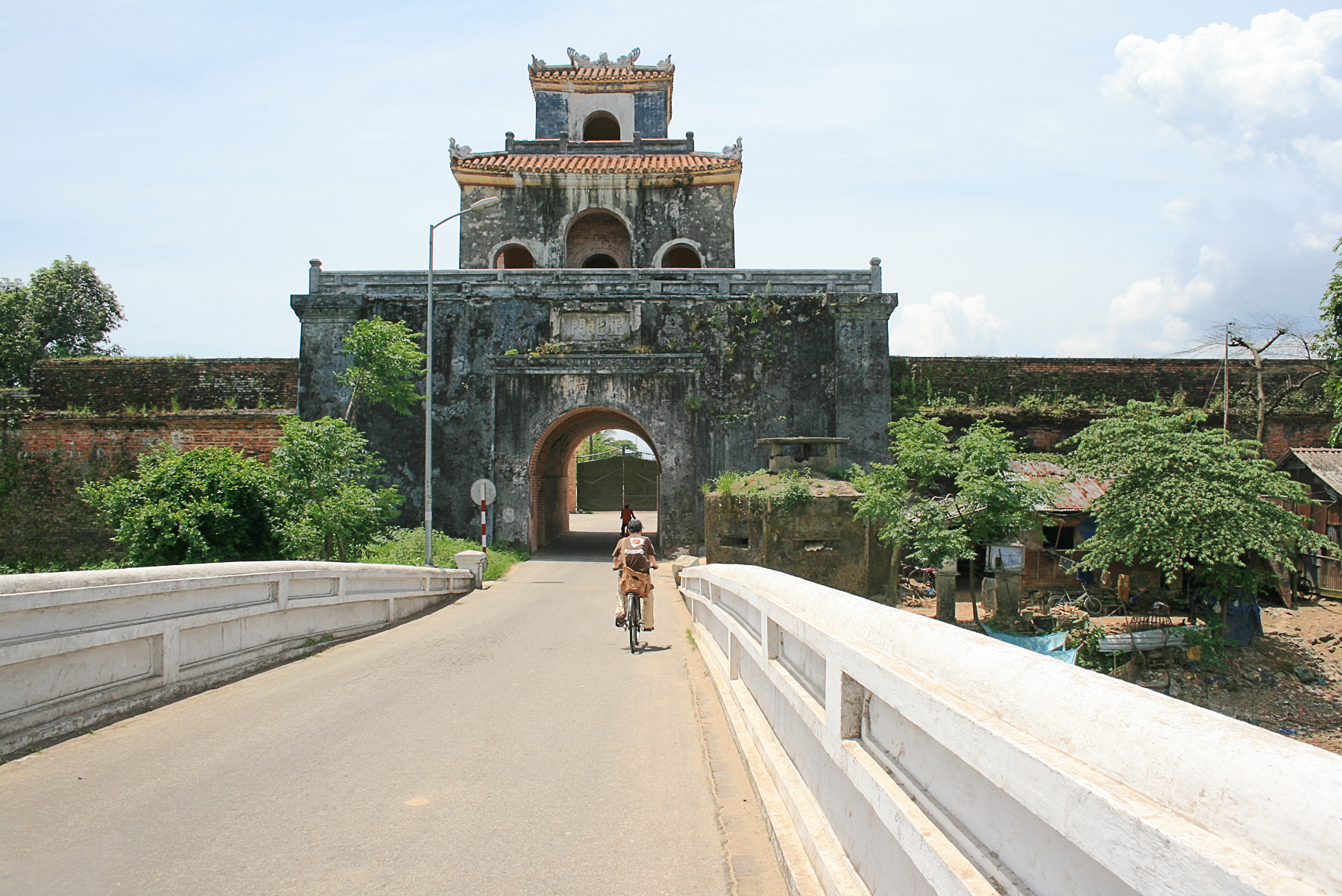
Chánh Bắc môn

Trong quá trình xâm lấn chủ quyền với triều đình Huế, người Pháp đã tìm cách chiếm hữu Trấn Bình đài kể từ sau vụ đánh chiếm Trấn Hải thành vào năm 1883. Vì yếu thế, triều đình nhà Nguyễn phải nhường Trấn Bình đài cho quân đội Pháp đóng quân theo tinh thần điều V của Hiệp ước Patenôtre (1884). Lúc đó, nơi đây vẫn được gọi là "thành Mang Cá", nhưng vào năm 1886, Toàn quyền Paul Bert lại ép triều đình Đồng Khánh nhường thêm một khu đất ở bên trong góc đông bắc của Kinh thành để quân đội Pháp xây dựng thêm doanh trại, đồn bót, bệnh xá, nhà nguyện.v.v... Người Pháp còn xây một bức tường thành bằng đá và gạch cao để ngăn cách riêng biệt phần tô giới mà họ thủ đắc trong Thành Nội (Concession Francaise de Hue). Do đó, để phân biệt sự khác nhau giữa hai địa phận ấy, nhân dân địa phương đã gọi Trấn Bình đài là Mang Cá Nhỏ và khu đất mới nhường thêm ở trong góc Đông Bắc của kinh thành là Mang Cá Lớn.

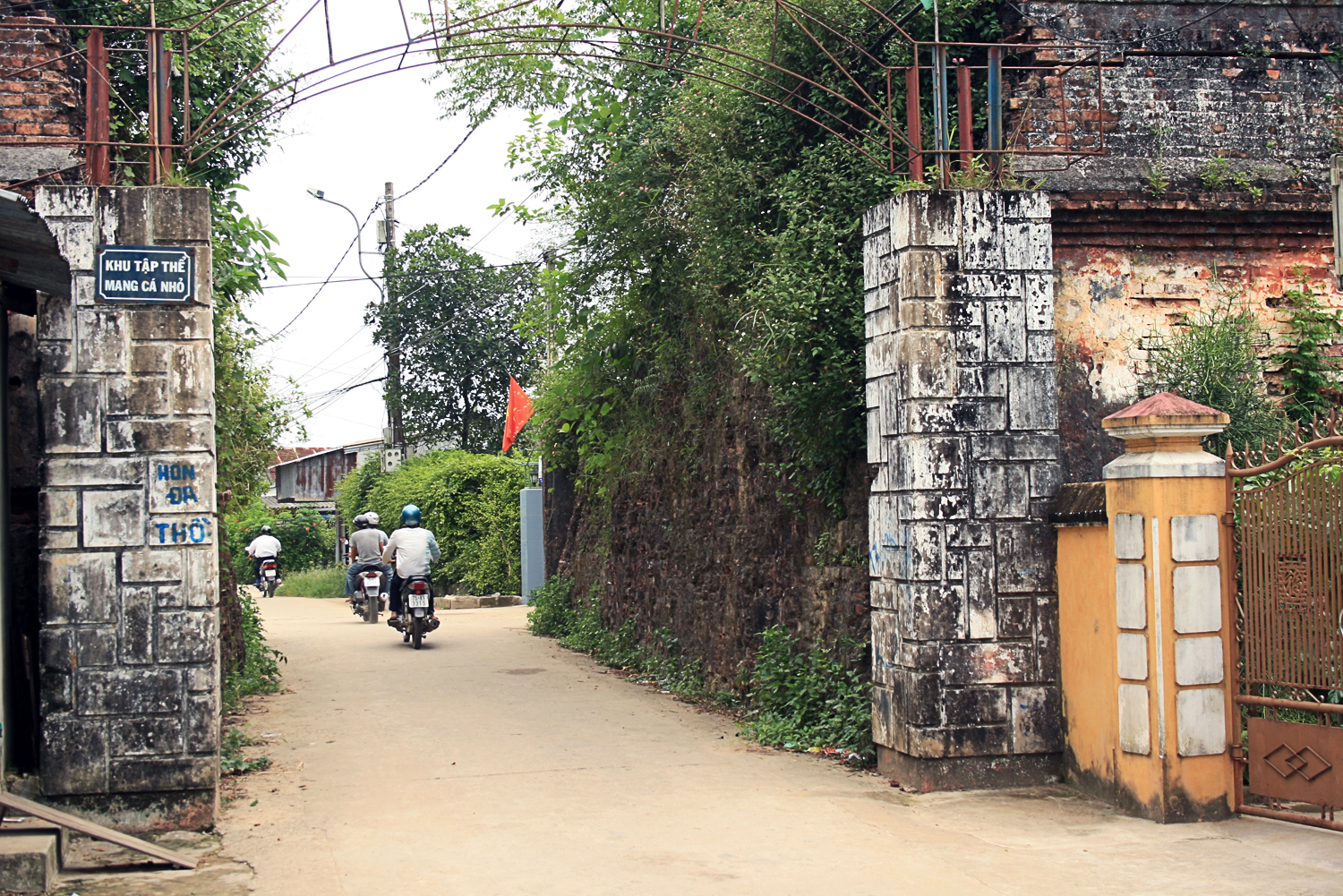
Phế tích Trường Định môn

Ngày 5 tháng 7 năm 1885, trong Trận Kinh thành Huế 1885, Tôn Thất Thuyết chỉ huy 20.000 quân tập kích vào đồn, tấn công 1.400 quân Pháp do De Courcy chỉ huy. Sau 20 giờ, quân Pháp phản công thành công khiến quân triều đình thiệt hại 1.000 người. Tôn Thất Thuyết đưa vua Hàm Nghi và gia quyến rút khỏi Huế, về Tân Sở (Quảng Trị). Tại đây, vua Hàm Nghi hạ chiếu Cần Vương.
Sau khi thực dân Pháp rút về nước, đồn tiếp tục trở thành trại lính của Quân đội Việt Nam Cộng hòa. Năm 1968, trong trận Mậu Thân tại Huế, nơi đây chứng kiến một trong những trận giao tranh ác liệt nhất trong chiến tranh Việt Nam. Ngày 7 tháng 2 năm 1968, trong một trong những vụ tập kích đường không hiếm hoi của Bắc Việt, 4 chiếc IL-14 của Không quân Nhân dân Việt Nam cất cánh từ Gia Lâm với mục tiêu ném bom đồn Mang Cá nhưng thất bại do không định vị được mục tiêu, kết quả 3 chiếc bay về an toàn, 1 chiếc bị rơi.
Sau năm 1975, Đồn Mang Cá (lớn) trở thành doanh trại Quân đội Nhân dân Việt Nam. 
Năm 2004, Trung tâm Bảo tồn di tích Cố đô Huế đã chính thức làm lễ khánh thành, khai thông cửa Chánh Bắc lại sau 116 năm bị đóng kín.